# Torrent Avinguda (metropolitana di Valencia)
La stazione di Torrent Avinguda, situata nel comune di Torrent, ne L'Horta, inaugurata il 22 settembre 2004, è una stazione della metropolitana di Valencia. È il capolinea della linea 2 e della linea 7. L'ingresso si trova nella Avinguda del País Valencià a Torrent.  
La stazione fa parte di un edificio pubblico di quattro piani con uffici, biblioteca e una sala espositiva in stile avanguardista progettato da Vicente González Móstoles, costato 23 milioni di euro, uno spazio vetrato in cui spicca il murale di 600 metri quadrati di Carmen Calvo Sáenz de Tejada , con silhouette stampate in diversi formati ispirati a scene quotidiane del 1960, al costo di 245.000 euro.